# Marina Rošča (stanice metra v Moskvě)
Marina Rošča  (rusky Марьина роща) je stanice moskevského metra na Ljublinsko-Dmitrovské lince. Byla zprovozněna v rámci úseku Trubnaja - Marina Rošča, nyní se nachází mezi stanicemi Dostojevskaja - Butyrskaja. Do 16. září 2016 se jednalo o severní konečnou stanici na této lince. V roce 2023 byla zprovozněna stejnojmenná stanice na lince Bolšaja kolcevaja, na kterou je zajištěn přestup.

## Charakter stanice
Stanice Marina Rošča se nachází ve stejnojmenné čtvrti pod ulicí Šeremetěvskaja (Шереметьевская). Disponuje dvěma podzemními vestibuly, jižní se nachází v blízkosti křížení Šeremetěvské ulice s ulicí Suščovskij Val (Сущёвский Вал), severní, který byl otevřen v prosinci roku 2012, se nachází s těsné blízkosti křižovatky s Čtvrtým projezdem Mar'inoj Rošči (4-й проезд Марьиной Рощи). V pěší dostupnosti se nachází centrum mládeže Planeta KVN.
Nástupiště je s vestibuly propojeno prostřednictvím eskalátorů. Stěny na nástupišti jsou obloženy hliníkovými panely. K obložení sloupů byl využit světlý a tmavý mramor. Tmavohnědá žula obdélníkového tvaru a béžové dlaždice tvoří na podlaze geometrický vzor, který zdůrazňuje rytmus stožárů a vchodů na nástupiště. Stěny na nástupišti i východy na eskalátory jsou zkrášleny mozaikami ruského národního umělce Sergeje Vitaljeviče Gorjajeva na téma vlády hrabat Šeremetěvů.